# 卡洛斯鎮區 (明尼蘇達州)
卡洛斯鎮區（英語：Carlos Township）是位於美國明尼蘇達州道格拉斯縣的一個行政鎮區。

## 地方資料
卡洛斯鎮區的面積為91.67平方千米，當中陸地面積為77.81平方千米，而水域面積為13.86平方千米。根據2020年美國人口普查的數據，當地共有人口2221人，而人口密度為每平方千米24.23人。